# 特撮関連人名一覧
特撮関連人名一覧（とくさつかんれんじんめいいちらん）は、特殊撮影に関わるスタッフの一覧である。

## 日本

### 監督
- 浅田英一
- アベユーイチ
- 雨宮慶太
- 荒川史絵
- 有川貞昌
- 庵野秀明
- 飯島敏宏
- 石井てるよし
- 石黒光一
- 石田秀範
- 市野龍一
- 伊藤良一
- 岩原直樹
- 内田一作
- 大木淳
- 大森一樹
- おかひでき
- 小笠原猛
- 奥中惇夫
- 尾上克郎
- 折田至
- 加藤弘之
- 金子修介
- 上堀内佳寿也
- 川北紘一
- 川崎郷太
- 菊地雄一
- 小池達朗
- 国米修市
- 越知靖
- 小中和哉
- 小中肇
- 小西通雄
- 小林義明
- 佐伯孚治
- 坂本浩一
- 坂本太郎
- 佐川和夫
- 佐藤健光
- 清水厚
- 鈴木健二
- 実相寺昭雄
- 柴﨑貴行
- 杉原輝昭
- 鈴村展弘
- 高野宏一
- たかひろや
- 武居正能
- 竹本弘一
- 竹本昇
- 田口勝彦
- 田口清隆
- 田﨑竜太
- 田中秀夫
- 田村直己
- 辻理
- 辻野正人
- 辻󠄀本貴則
- 円谷英二
- 円谷一
- 手塚昌明
- 東條昭平
- 長石多可男
- 中澤祥次郎
- 中野昭慶
- 野口彰宏
- 野長瀬三摩地
- 畑澤和也
- 原田昌樹
- 樋口真嗣
- 福田純
- 広田茂穂
- 蓑輪雅夫
- 本多猪四郎
- 舞原賢三
- 的場徹
- 真船禎
- 三ツ村鐵治
- 村石宏實
- 諸田敏
- 八木毅
- 矢島信男
- 佛田洋
- 山際永三
- 山口恭平
- 山崎貴
- 山田稔
- 湯浅憲明
- 渡辺勝也

### 特殊美術・特殊造型
- 井口昭彦
- 井上泰幸
- 梅沢壮一
- 江川悦子
- 大澤哲三
- 開米栄三
- 小林知己
- 寒河江弘
- 佐々木明 (造形家)
- 品田冬樹
- スクリーミング・マッド・ジョージ
- 高山良策
- 辻一弘
- 利光貞三
- 成田亨
- 原口智生
- 前澤範
- 三池敏夫
- 村瀬継蔵
- 安丸信行
- 渡辺明

### 操演
- 尾上克郎
- 鈴木昶
- 根岸泉
- 松本光司 (操演技師)

### クリーチャー（怪獣・怪人）デザイナー
- 阿部統
- 雨宮慶太
- 出渕裕
- 岡本英郎
- K-SuKe
- 後藤正行
- さとうけいいち
- 篠原保
- 竹谷隆之
- 寺田克也
- 酉澤安施
- 成田亨
- 西川伸司
- 韮沢靖
- 野口竜
- 原田吉郎
- 丸山浩
- 森木靖泰

### スタントマン・殺陣師
- 大野幸太郎
- 金田治
- 大道寺俊典
- 高橋一俊
- 竹田道弘
- マーク武蔵
- 宮崎剛
- 山岡淳二
- 横山誠

## 日本以外の人物
- アイザック・フロレンティーン
- ウィリス・オブライエン
- ウェンディー・リー
- エリー・デケル
- エリック・S・ロールマン
- キース・エマーソン
- ギレルモ・デル・トロ
- ジェームズ・キャメロン
- ジェフ・プルート
- ジャッキー・マーチャンド
- ジャド・リン
- シュキ・レヴィ
- ジョー・ジョンストン
- ジョージ・ルーカス
- ジョナサン・ヅァクワー
- ジョン・ダイクストラ
- スコット・ページ＝パグター
- スタン・ウィンストン
- スタンリー・キューブリック
- スティーブ・クレイマー
- スティーブ・ワン
- ダグラス・スローン
- ダグラス・トランブル
- デレク・メディングス
- デニス・ミューレン
- デヴィッド・ウォルシュ
- トニー・オリバー
- トム・ワイナー
- ノアム・カニエル
- ハイム・サバン
- ヒム・ヒョンレ
- フィル・ティペット
- ブライアン・ジョンソン
- ブラッド・オーチャード
- ヘンリー・G・サパースタイン
- ポール・ピストーレ
- マイケル・ソリッチ
- マイケル・ランティエリ
- ミチ・ヤマト
- ユダ・アッコ
- リチャード・エドランド
- リック・ベイカー
- レイ・ハリーハウゼン
- ローランド・エメリッヒ
- ロジャー・コーマン
- ロバート・L・マナハン